# روبرت هود
روبرت هود (بالإنجليزية: Robert Hood)‏ هو دي جيه وموسيقي ومنتج أسطوانات وملحن أمريكي، ولد في 1965 في ديترويت في الولايات المتحدة.

## وصلات خارجية
- روبرت هود على موقع ميوزك برينز (الإنجليزية)
- روبرت هود على موقع أول ميوزيك (الإنجليزية)
- روبرت هود على موقع ديسكوغز (الإنجليزية)